# Gymnorhina tibicen
Gymnorhina tibicen é uma ave passeriforme de tamanho médio, de cor preta e branca, nativa da Austrália e da parte Sul da Nova Guiné. É aparentada com as aves do género Cracticus e Strepera, da família  Artamidae.
Até certo momento, esta ave era considerada como três espécies distintas, apesar de zonas de hibridação entre formas reforçarem a ideia de uma única espécie com várias subespécies. Nove subespécies são reconhecidas- A ave adulta é uma ave robusta, medindo 37–43 cm de comprimento, com uma plumagem distintiva branca e preta, olhos vermelhos e um bico preto e branco azulado.